# Kouassi Kouamé Patrice
Pour les articles homonymes, voir KKP.
Kouassi Kouamé Patrice (surnommé KKP) est avocat et exerce les fonctions de député de Yamoussoukro, commune à l’Assemblée Nationale de Côte d’Ivoire depuis décembre 2016 et de premier adjoint au maire de Yamoussoukro depuis décembre 2018.

## Origines, études et vie de famille
Patrice Kouamé Kouassi est connu localement en tant que "Kouassi Kouamé Patrice", son nom de famille est Kouassi et ses prénoms Patrice et Kouamé (prénom Baoulé). 
Après l’obtention du baccalauréat littéraire option « littérature et philosophie » au lycée classique d'Abidjan en 1984, il intègre l'université du Bénin où il embrasse des études de droit. Il obtient sa maîtrise de droit option ‘’Carrières judiciaires’’, puis le certificat d'aptitude à la profession d'avocat avec mention à l’université d’Abidjan Cocody en 1993.
Il est marié et père de cinq enfants.

## Carrière professionnelle
Il entame sa carrière en 1993 au sein du cabinet de Maître René Bourgoin en qualité d’avocat stagiaire, puis en 1995 en tant qu’avocat collaborateur. Deux ans plus tard, il devient avocat associé au cabinet Bourgoin & Kouassi et à ce jour, au cabinet Emeritus.
Au fil des années, KKP officie au sein du Conseil de l’Ordre des Avocats en qualité de trésorier, de membre du conseil d’administration de la CARPA, de Vice-Président de l'association sportive et culturelle du Barreau, puis de représentant du Barreau de Côte d’Ivoire à la Commission centrale de la Commission électorale indépendante de 2005 à 2011.

## Carrière politique
Élu avec 63 % des voix dans la circonscription électorale de Yamoussoukro en décembre 2016 sur une liste indépendante, il fait son entrée au parlement ivoirien et devient Secrétaire du bureau de l’Assemblée nationale et membre de la Commission Sécurité Défense. Il réintègre par la suite le Parti démocratique de Côte d'Ivoire – Rassemblement démocratique africain (PDCI-RDA) en tant que membre du Bureau politique et du grand conseil régional, et exerce la fonction de secrétaire général de la section Abla Pokou de Yamoussoukro.
Dans la nuit du 26 au 27 juin 2018, les locaux de sa permanence de Yamoussoukro sont cambriolés. Il dénonce une tentative d'intimidation politique, à la suite de ses prises de position concernant la réforme du PDCI-RDA.

## Activités caritatives
Kouassi Kouamé Patrice est vice-président de la Fondation ‘’la Rentrée du Cœur’’ et membre de l’association ‘’Partage’’.

## Décorations
- Lors du cinquantenaire du Barreau de Côte d’Ivoire à Yamoussoukro en 2009, Maître Kouassi Kouamé Patrice a reçu la distinction de Chevalier dans l’Ordre national de Côte d’Ivoire.